# Mey-Air
Mey-Air Transport A/S war eine norwegische Fluggesellschaft mit Sitz in Oslo.

## Geschichte
Mey-Air Transport A/S wurde von Hans Otto Meyer 1967 gegründet und nahm den Betrieb 1970 auf. Sie operierte auf eigenen Flugrouten und führte Charterflüge für Touristikunternehmen durch. Im Jahr 1973 ging sie in Konkurs und stellte den Betrieb ein.

## Flotte

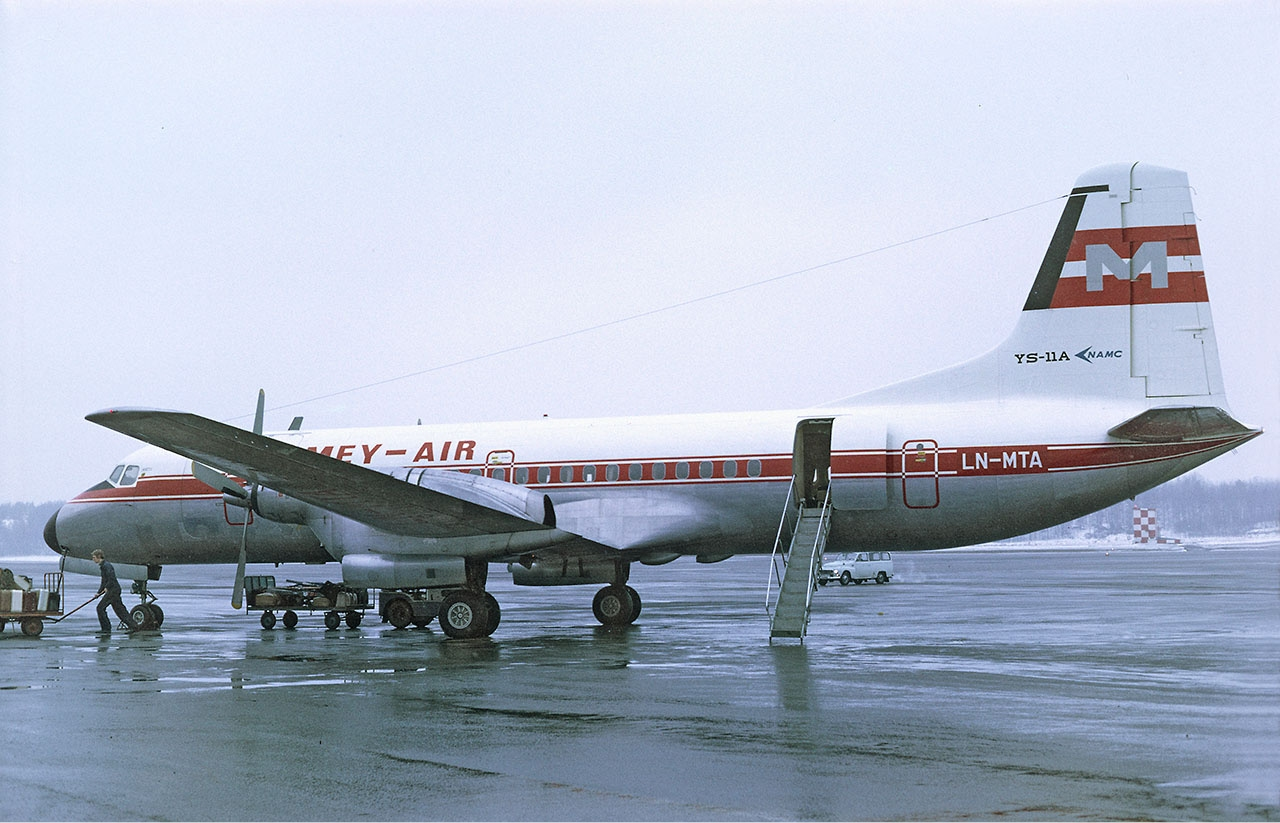
NAMC YS-11, 1971

Die folgenden Flugzeuge betrieb Mey-Air während ihres Bestehens:
| Flugzeugtyp                | Kennzeichen | c/n      | Betriebsjahre |
| -------------------------- | ----------- | -------- | ------------- |
| Beechcraft King Air A90    | LN-VIP      | LJ-271   | 1967–         |
| Beechcraft King Air 65-100 | LN-VIP      | B-42     | 1970–1973     |
| Beechcraft 99 Airliner     | LN-LML      | U-129    | 1970–1972     |
| Beechcraft 99 Airliner     | LN-LMT      | U-130    | 1970–1972     |
| Boeing 737-2H5             | LN-MTC      | 20454    | 1971–1973     |
| Boeing 737-200             | LN-MTD      | 20453    | 1971–1973     |
| Cessna 402                 | LN-VIC      | 402-0170 | 1967–1970     |
| Convair CV-240             | LN-KAP      | 153      | 1969–1973     |
| Douglas DC-3               | LN-RTW      | 4346     | 1969–1971     |
| NAMC YS-11                 | LN-MTA      | 2104     | 1970–1971     |

## Trivia
- Szenen mit Flugzeugen der Mey-Air wurden in dem Film Die Uhr läuft ab von 1974 verwendet.